# Hwaseong Dongtan Metapolis
Metapolis es un complejo de cuatro rascacielos residenciales situado en Hwaseong, Corea del Sur. Con la construcción iniciada en julio de 2006 por POSCO E&C y los edificios alcanzando su altura máxima en agosto de 2009, las estructuras fueron completadas en julio de 2010.  Las dos torres más altas (#101 y #104) tienen alturas de 249 m y 247 m respectivamente, y 66 plantas cada una, haciéndolas los terceros rascacielos residenciales más altos de Corea del Sur, y la pieza central de New Dongtan City. Los dos rascacielos más bajos tienen 60 (#102) y 55 (#103) plantas, midiendo 224 m y 203 m respectivamente.